# Виллен, Франсуаза-Элеонора
Франсуаза-Элеонора Виллен (фр. Françoise-Éléonore Villain, 1761, Льеж, Льежское епископство — 26 марта 1783, Стокгольм) — льежская актриса, известная под сценическим псевдонимом Мадемуазель Барон или Мадемуазель Барон Младшая. Она была занята в Швеции во Французском театре Густава III с 1781 по 1783 год, где имела репутацию одной из самых выдающихся актрис. Она также вошла в историю как любовница будущего шведского короля Карла XIII.

## Биография
Франсуаза-Элеонора Виллен родилась в семье Габриэля Виллена и Антуанетты Баптист. Задокументировано её пребывание в Гааге в 1779—1780 годах. В 1781 году она была приглашена в качестве «первой актрисы Французского театра Его Величества короля Швеции» (фр. première actrice de la Comédie française de Sa Majesté le roi de Suède) Жаком-Мари Буте де Монвелем. Она стала звездой своей труппы во время пребывания в Швеции, но ещё большую известность в истории ей принесла её любовная связь с братом короля, герцогом Карлом, отношения, которые привлекли большое общественное внимание, особенно из-за сумм денег, которые он тратил на неё, и из-за большой скорби, которую он высказывал после её ранней смерти.
Граф Аксель фон Ферсен Старший отмечал в декабре 1782 года, что Карл заменил Шарлотту Слоттсберг мадемуазель Барон (после изгнания Шарлотта Эккерман), и дал подробный отчёт о смерти Франсуазы-Элеоноры Виллен в марте 1783 года. Согласно ему герцог взял на себя большие расходы на её похороны, при этом сам он был уже в состоянии банкротства из-за своих долгов. Король и герцог финансировали похороны этой актрисы, и за траурной процессией следовали люди королевского двора. Подобная церемония едва ли подходила для человека класса Виллен, так как её профессия не приветствовалась католической церковью.